# Isotopanalyse
Isotopanalyse bestemmer andelen af isotoper af et kemisk grundstof i en prøve. De fleste kemiske grundstoffer har flere isotoper. Med et massespektrometer kan denne isotopsammensætning bestemmes meget præcist (op til nanogram (milliardtedel gram), afhængigt af grundstoffet og isotoper, op til ppt (10^-12) nøjagtighed).

## Målemetode
Isotopanalyse udføres ved massespektrometri. I massespektrometeret afbøjes isotoperne fra deres bane i varierende grad afhængig af deres masse og ladning og registreres som toppe. Jo højere koncentrationen af en isotop er, jo større er den rapporterede top. Internationale standarder (forskellige for de forskellige grundstoffer) bruges til at beregne isotopsammensætningen, som måles sammen med prøverne og har en defineret isotopsammensætning.
1. Målingen af radiogene isotoper giver konklusioner om alderen af en bestemt mineral- eller bjergart-prøve. Se geokronologi og radiometrisk datering.
2. Isotoper af lettere grundstoffer (frem for alt Carbon, ilt, nitrogen, svovl, brint) tjener for eksempel som bevis på den regionale og klimatiske oprindelse af fødevarer, såsom frugtjuice, eller også for de miljømæssige forhold, der er involveret i dannelsen af muslinger eller foraminiferer-skåle som har hersket i havet.
3. I organisk kemi bruges isotopundersøgelser med lettere grundstoffer til at afklare reaktionsmekanismer.
4. Ilt- og brintisotoper kan bruges i planteøkologi til at bestemme planters vandkilder. Årsager, virkninger og anvendelser af isotopeffekter kan studeres.
5. En erklæring om stoffets oprindelse kan foretages ved at undersøge fordelingen eller andelen af deuterium i et organisk molekyle med NMR-spektroskopi.
6. Forskellige malmaflejringer af et metal adskiller sig ofte i forholdet mellem de isotoper, de indeholder, således at der kan drages konklusioner om aflejringen ud fra bestemmelsen af de kvantitative forhold. Dette er særligt vigtigt for metalliske arkæologiske fund og bruges blandt andet til rekonstruktion af tidlige handelsruter.